# Liste der Biografien/Langn
Liste der Biografien |
Portal Biografien |
Personensuche
# |
A |
B |
C |
D |
E |
F |
G |
H |
I |
J |
K |
L |
M |
N |
O |
P |
Q |
R |
S |
T |
U |
V |
W |
X |
Y |
Z |
?
 
La |
Lb |
Lc |
Le |
Lg |
Lh |
Li |
Lj |
Ll |
Lm |
Lo |
Lp |
Lt |
Lu |
Lv |
Lw |
Lx |
Ly |
Lz
 
Laa |
Lab |
Lac |
Lad |
Lae–Lah |
Lai |
Laj |
Lak |
Lal |
Lam |
Lan |
Lao |
Lap |
Laq |
Lar |
Las |
Lat |
Lau |
Lav |
Law |
Lax |
Lay |
Laz
 
Lana |
Lanc |
Land |
Lane |
Lanf |
Lang |
Lanh |
Lani |
Lanj |
Lank |
Lanl |
Lanm |
Lann |
Lano |
Lanp |
Lanq |
Lanr |
Lans |
Lant |
Lanu |
Lanv |
Lanw |
Lanx |
Lany |
Lanz
 
Langa |
Langb |
Langd |
Lange |
Langf |
Langg |
Langh |
Langi |
Langj |
Langk |
Langl |
Langm |
Langn |
Lango |
Langr |
Langs |
Langt |
Langu |
Langv |
Langw 
Die Liste der Biografien führt alle Personen auf, die in der deutschsprachigen Wikipedia einen Artikel haben. Dieses ist eine Teilliste mit 35 Einträgen von Personen, deren Namen mit den Buchstaben „Langn“ beginnt.

## Langn

### Langna
- Langnas, Mignon (1903–1949), österreichische Krankenschwester
- Langnas, Steven (* 1956), US-amerikanisch-schweizerischer Rabbiner
- Langnäse, Elsa (* 1998), deutsch-schweizerische Schauspielerin
- Langnau, Otto (* 1902), deutscher Politiker (KPD)

### Langne
- Langner, Anette (* 1961), deutsche Politikerin (SPD), MdL
- Langner, Anke (* 1979), deutsche Erziehungswissenschaftlerin
- Langner, Beatrix (* 1950), deutsche Literaturwissenschaftlerin, Kritikerin und Autorin
- Langner, David (* 1975), deutscher Politiker (SPD), MdL, Oberbürgermeister von KoblenzDavid Langner (* 1975)

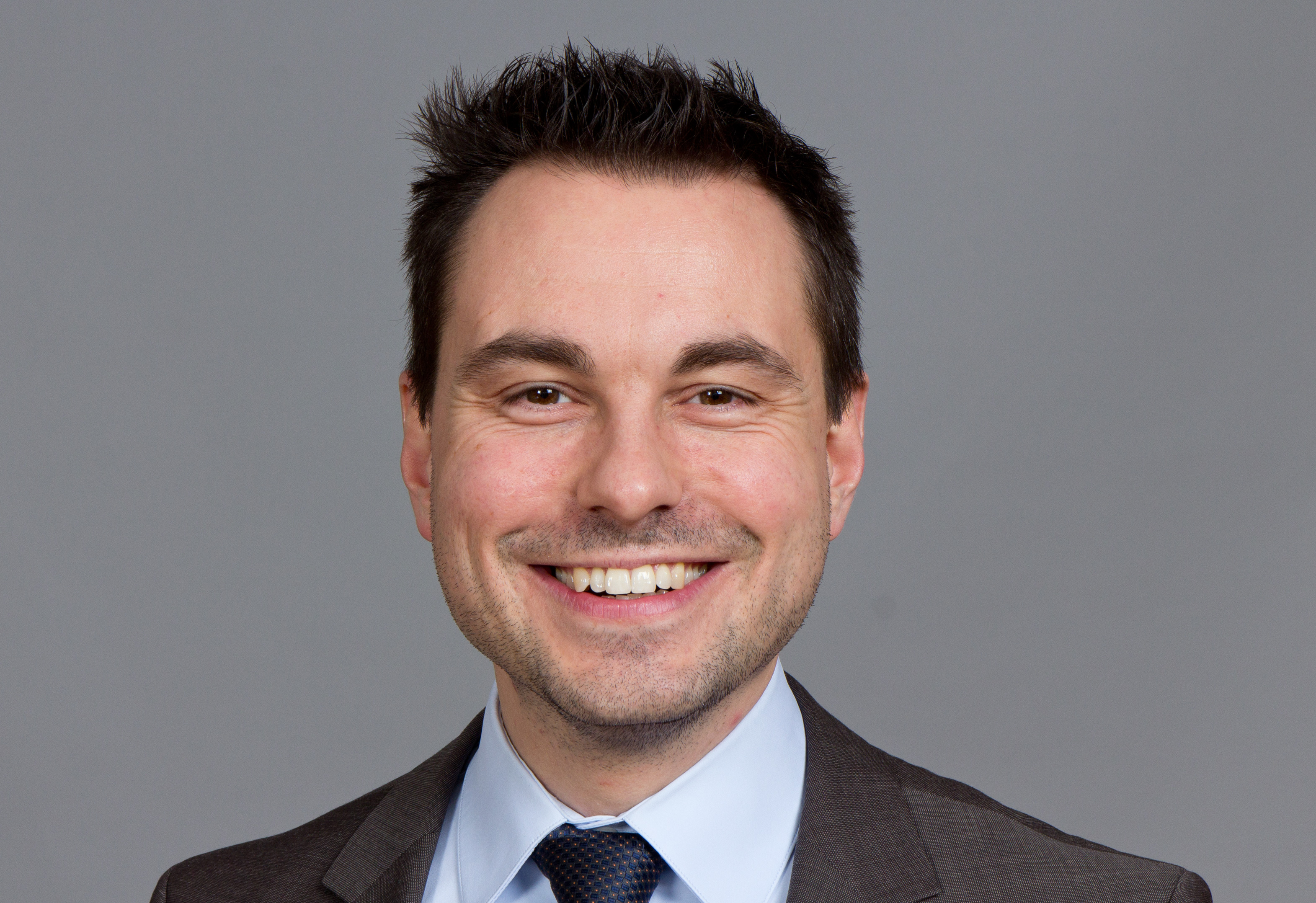
David Langner (* 1975)

- Langner, Edith (1913–1986), deutsche Politikerin (CDU), MdL
- Langner, Eric (* 1966), deutscher Schauspieler und Synchronsprecher
- Langner, Fritz, deutscher Fußballspieler
- Langner, Fritz (1912–1998), deutscher Fußballspieler und -trainer
- Langner, Ilse (1899–1987), deutsche Schriftstellerin und Journalistin
- Langner, Ingo (* 1951), deutscher Autor, Publizist, Fernsehproduzent
- Langner, Jenny (* 1988), deutsche Schauspielerin
- Langner, Joachim (1929–2017), deutscher Architekt
- Langner, Jochen (* 1971), deutscher Film- und Theaterschauspieler, Regisseur sowie Synchronsprecher
- Langner, Johann Gottlieb (1814–1877), schlesischer Unternehmer
- Langner, Karl (1830–1895), deutscher Rittergutsbesitzer und Parlamentarier
- Langner, Kim Zarah (* 1986), deutsche Schauspielerin
- Langner, Manfred (1941–2024), deutscher Jurist und Politiker (CDU), MdL, MdB
- Langner, Manfred Rolf (* 1958), deutscher Theaterregisseur und Intendant
- Langner, Marco (* 1969), deutscher Fußballtorhüter und Torwart-TrainerMarco Langner (* 1969)

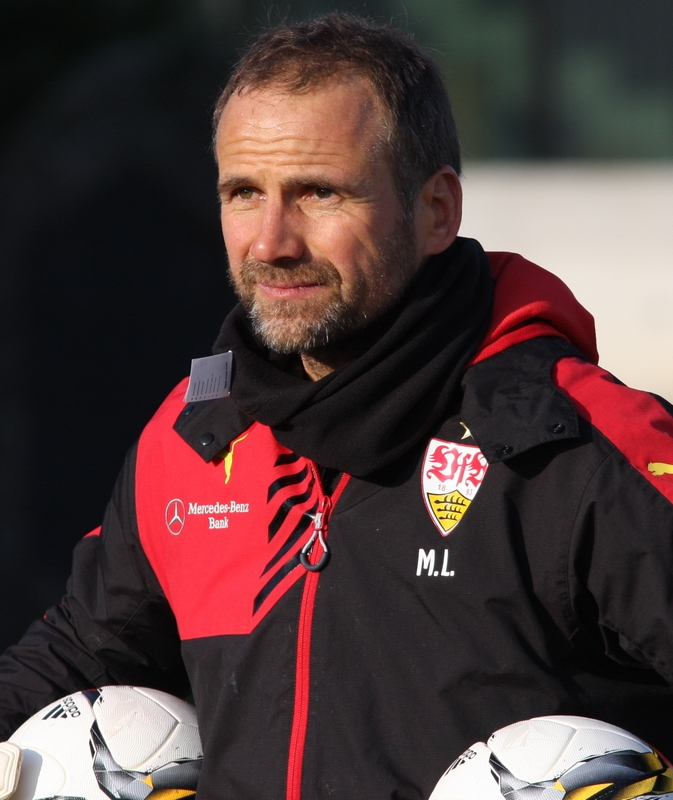
Marco Langner (* 1969)

- Langner, Margarete (1906–1992), deutsche Politikerin (KPD/SED)
- Langner, Maria (1901–1967), deutsche Schriftstellerin
- Langner, Marina (* 1954), deutsches Fotomodell, Schönheitskönigin und Schauspielerin
- Langner, Martin (* 1966), deutscher Klassischer Archäologe
- Langner, Oskar (1923–2007), deutscher Jockey
- Langner, Paul Martin (* 1956), deutscher Literaturwissenschaftler
- Langner, Peggy, deutsche Kinderdarstellerin
- Langner, Reinhold (1905–1957), deutscher Holzbildhauer, Bauplastiker, Zeichner und Maler

### Langni
- Langnickel, Uwe (* 1945), deutscher Künstler und Kunsterzieher
- Langnickel-Köhler, Brigitte, deutsche Harfenistin
- Langniß, Ole (* 1965), deutscher Wirtschaftsingenieur und Autor
- Langnitschke, Wolfgang (1941–1998), deutscher SED-Funktionär